# 真鍋賢行
真鍋 賢行（まなべ よしゆき）は、日本のゲームクリエイター、実業家。エコールソフトウェア代表取締役。愛媛県松山市出身。

## 来歴
大阪大学工学部原子力工学科卒業。大学院を中退し、1989年3月31日にエコールソフトウェアを設立。建築CADソフトウェアの開発で、業界トップクラスの開発経験を持つ。低価格の配管CADソフト「ZetaWin」を開発し販売した。1995年にコンピューターゲーム事業に参入し、その第2作目『デスクリムゾン』で一躍有名になる。その後ゲーム開発やプロデュースに専念している。

## 作品
自身がプロデュースした作品は以下の通り。
- 1995年 - ぱっぱらぱおーん（セガサターン）
- 1996年 - デスクリムゾン（セガサターン）
- 1998年 - ドリーム・ジェネレーション 〜恋か? 仕事か!?…〜-（セガサターン/プレイステーション）有限会社レインディア名義
- 1999年 - デスクリムゾン2 -メラニートの祭壇-（ドリームキャスト）
- 2000年 - デスクリムゾンOX（アーケード/NAOMI）
- 2002年 - ムサピィのチョコマーカー（アーケード/NAOMI）
- 2003年 - Cox-Bax（Windows 98 / Me / 2000 / XP）GIZMO名義